# Open Internacional de Valencia
L'Open Internacional de Valencia è un torneo professionistico di tennis giocato dal 2021 su campi in terra rossa del Club de Tenis Sporting. Faceva parte dell'ITF Women's Circuit nel 2021 ed è diventato di categoria WTA 125 dal 2022. Si gioca annualmente a Valencia in Spagna.

## Albo d'oro

### Singolare
| Anno | Categoria   | Campionessa         | Finalista             | Punteggio     |
| ---- | ----------- | ------------------- | --------------------- | ------------- |
| 2021 | ITF $80,000 | Martina Trevisan    | Dalma Gálfi           | 4–6, 6–4, 6–0 |
| 2022 | WTA 125     | Zheng Qinwen        | Wang Xiyu             | 6–4, 4–6, 6–3 |
| 2023 | WTA 125     | Mayar Sherif        | Marina Bassols Ribera | 6–3, 6–3      |
| 2024 | WTA 125     | Ann Li              | Viktorija Tomova      | 6–3, 6–4      |
| 2025 | WTA 125     | Nuria Párrizas Díaz | Louisa Chirico        | 7-5, 7-6(9)   |

### Doppio
| Anno | Categoria   | Campionesse                            | Finaliste                                 | Punteggio        |
| ---- | ----------- | -------------------------------------- | ----------------------------------------- | ---------------- |
| 2021 | ITF $80,000 | Ysaline Bonaventure Ekaterine Gorgodze | Ángela Fita Boluda Oksana Selechmet'eva   | 6–2, 2–6, [10–6] |
| 2022 | WTA 125     | Aliona Bolsova (1) Rebeka Masarova     | Aleksandra Panova Arantxa Rus             | 6–0, 6–3         |
| 2023 | WTA 125     | Aliona Bolsova (2) Andrea Gámiz        | Angelina Gabueva Irina Chromačëva         | 6–4, 4–6, [10–7] |
| 2024 | WTA 125     | Katarzyna Piter Fanny Stollár          | Angelica Moratelli Renata Zarazúa         | 6–1, 4–6, [10–8] |
| 2025 | WTA 125     | Marija Kozyreva Iryna Šymanovič        | Yvonne Cavallé Reimers Ángela Fita Boluda | 6-3, 6-4         |